# Lista de condados do Alabama

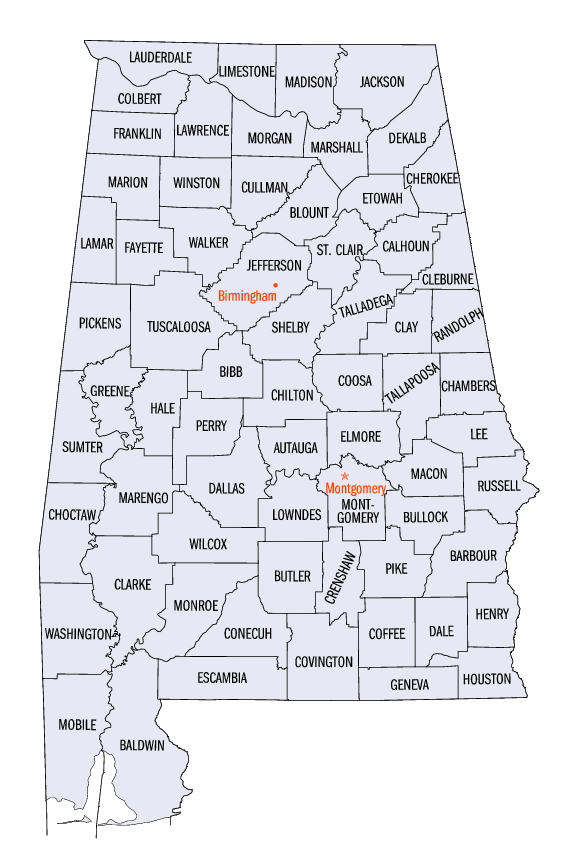
Mapa dos condados do Alabama

A seguir, lista dos 67 condados do Alabama.
| - Autauga - Baldwin - Barbour - Bibb - Blount - Bullock - Butler - Calhoun - Chambers - Cherokee - Chilton - Choctaw - Clarke - Clay - Cleburne - Coffee - Colbert | - Conecuh - Coosa - Covington - Crenshaw - Cullman - Dale - Dallas - DeKalb - Elmore - Escambia - Etowah - Fayette - Franklin - Geneva - Greene - Hale - Henry | - Houston - Jackson - Jefferson - Lamar - Lauderdale - Lawrence - Lee - Limestone - Lowndes - Macon - Madison - Marengo - Marion - Marshall - Mobile - Monroe - Montgomery | - Morgan - Perry - Pickens - Pike - Randolph - Russell - Shelby - St. Clair - Sumter - Talladega - Tallapoosa - Tuscaloosa - Walker - Washington - Wilcox - Winston |